# Televisione nel Regno Unito
La televisione britannica è nata nel 1936 come un servizio pubblico privo di pubblicità, e fu una delle prime in Europa a essere privatizzata e deregolamentata.

## Storia
Sotto l'influenza della deregulation americana, il governo conservatore di Margaret Thatcher e i giornali del suo alleato politico Rupert Murdoch, lanciarono una campagna di attacco contro le trasmissioni pubbliche. 
Thatcher usò come consulente un economista di destra per effettuare una dura accusa al sistema televisivo pubblico; ma la legislazione risultante da quest'azione, il Broadcasting act del 1990 fu molto meno radicale nella privatizzazione del sistema televisivo pubblico inglese di quanto i sostenitori del pubblico servizio temessero.
L'ondata deregolatoria fu indebolita dal forte supporto dell'ala tradizionalmente paternalistica del Partito Conservatore per il mix di tasse e Televisione commerciale che esisteva nel Regno Unito fin dagli anni cinquanta. In ogni caso l'impatto della legislazione del governo Thatcher non dovrebbe essere sottostimato, soprattutto per quanto riguarda ITV, il network strettamente regolato da licenze commerciali stabilito nel 1955 che operava sotto il controllo del pubblico servizio.
Negli anni novanta ITV è passata da 14 stazioni regionali concesse in esclusiva dominate da 6 imprese, all'effettivo monopolio di 2 imprese: Granada Media Group e Carlton. In più la TV via cavo e via satellite fu introdotta nel Regno Unito in modo che permise alla British Sky Broadcasting di Murdoch di guadagnare un monopolio virtuale sulle nuove tecnologie TV. 
Il cable act del 1994 aveva lo scopo di introdurre la TV via cavo in un regime a bassa regolamentazione, ma l'introduzione di questa fallì a causa del fatto che il governo Thatcher non diede nessun supporto statale alle aziende interessate a questo settore. Come risultato del fallimento nell'introduzione dell'inserimento della TV via cavo, nella metà degli anni novanta, la British Sky Broadcasting dominava completamente il settore della pay TV, aiutato in questo obiettivo dai diritti sugli avvenimenti sportivi i cui introiti furono utilizzati in seguito per dominare il mercato della TV digitale.

## Lista di canali
- BBC One
- BBC Two
- ITV
- Channel 4
- S4C
- Channel 5